# Airspeed

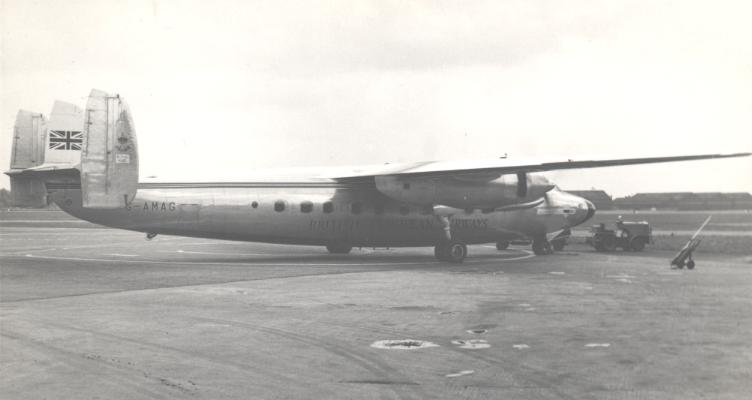
Un BAE Airspeed Ambassador G-AMAG à Manchester

Airspeed Ltd est un constructeur aéronautique de Grande-Bretagne apparu dans les années 1930 et absorbé par la firme De Havilland au début des années 1950.

## Historique
L'entreprise fut créée à York en 1931 par A Hessell Tiltman and Neville Shute Norway. Rachetée en 1933 par Swan Hunter, elle devint Airspeed (1934) Ltd après transfert de ses activités à Portsmouth. À la veille de la Seconde Guerre mondiale, Airspeed produisait des bimoteurs de transport léger. L'Airspeed AS.6 Envoy devint un avion d’entrainement polyvalent de la RAF sous la désignation Airspeed AS.10 Oxford. En juin 1940, les parts de Swan Hunter furent achetées par de Havilland Aircraft Company, la firme retrouvant son nom d'Airspeed Ltd en janvier 1944. Durant le conflit, Airspeed contribua de façon non négligeable à l’effort de guerre avec le planeur de charge Horsa. C’est pour assurer la production de ce planeur et du bimoteur d’entrainement Oxford destiné à l’Empire Air Training Scheme que fut ouverte une nouvelle usine à Christchurch.
De Havilland devint actionnaire majoritaire en 1948, la fusion entre Airspeed et de Havilland annoncée en juin 1951, conduisant à la formation d’Airspeed Division of De Havilland. Mais les productions Airspeed n’eurent guère de succès après guerre, seul l’Ambassador étant acheté en petite quantité par British European Airways (BEA) et exploité sous le nom d’Elizabethan.